# Лейк (окръг, Флорида)
Вижте пояснителната страница за други населени места с името Лейк.
Окръг Лейк (на английски: Lake County) е окръг в щата Флорида, Съединени американски щати. Площта му е 2994 km², а населението - 210 528 души (2000). Административен център е град Таварес.